# Piotr Hübner
Piotr Włodzimierz Hübner (ur. 27 maja 1944 w Warszawie, zm. 8 czerwca 2023 w Toruniu) – polski historyk nauki, socjolog, profesor doktor habilitowany nauk humanistycznych. 

## Życiorys
Urodził się w rodzinie o tradycjach nauczycielskich. Był synem oficera kontrwywiadu Armii Krajowej – Antoniego oraz Danuty Wandy z d. Badzian. Początkowo uczęszczał do VI Liceum Ogólnokształcącego im. Tadeusza Reytana w Warszawie, a następnie do XLIV Liceum Ogólnokształcącego im. Antoniego Dobiszewskiego w Warszawie. W latach 1964–1969 studiował na Uniwersytecie Warszawskim – na Wydziale Prawa i Administracji oraz uzupełniająco na Wydziale Historycznym. Pod kierunkiem profesora Bogusława Leśnodorskiego przygotował pracę magisterską Organizacja życia artystycznego w Królestwie Polskim 1864–1890. Publicznie wyrażany krytycyzm wobec systemu komunistycznego i aktywny udział w wydarzeniach marca 1968 r. spowodowały, że został pozbawiony możliwości zatrudnienia na uniwersytecie. Podjął pracę jako nauczyciel w Liceum Ekonomicznym w Warszawie. Równolegle – wspierany przez Bogdana Suchodolskiego i Bogusława Leśnodorskiego – prowadził badania dotyczące polityki naukowej w Polsce po II wojnie światowej.
W 1972 r. rozpoczął pracę w Instytucie Nauk Prawnych Polskiej Akademii Nauk. W kolejnym roku został zatrudniony w Zakładzie Prakseologii PAN. Skompletował odpisy wielu tysięcy dokumentów, notatki z rozmów z prominentami i ofiarami systemu. Stworzył domową bibliotekę liczącą kilka tysięcy książek, broszur i innych publikacji z zakresu form organizacji nauki polskiej w XIX i XX w. W czerwcu 1973 r. obronił pracę doktorską – Pierwszy Kongres Nauki Polskiej jako forma realizacji założeń polityki naukowej państwa ludowego. Praca ta została wysoko oceniona, jej druk został jednak zablokowany decyzją Wydziału Nauki KC PZPR. W formie książki została wydana dopiero w 1983 r. w Wydawnictwie Ossolineum. W 1973 r. współorganizował Instytut Polityki Naukowej i Szkolnictwa Wyższego. Od 1975 r. do 1981 r. pracował jako nauczyciel w XXXVII Liceum Ogólnokształcącym w Warszawie. Należał do aktywnych działaczy NSZZ „Solidarność”. W 1981 r. pełnił funkcję przewodniczącego solidarnościowej Komisji Zakładowej Oświaty Warszawa-Śródmieście. Następnie powrócił do pracy w Polskiej Akademii Nauk – został zatrudniony w Zakładzie Prakseologii i Naukoznawstwa Instytutu Filozofii i Socjologii PAN. Przygotował obszerną syntezę Polityka naukowa w Polsce w latach 1944–1953. Geneza systemu, której druk zablokowała cenzura. Praca ta ukazała się w dwóch tomach po przemianach polityczno-ustrojowych – w 1992 r. w Wydawnictwie Ossolineum.
Habilitował się przed Radą Naukową Instytutu Historii Nauki, Oświaty i Techniki w 1989 r. w oparciu o pracę Nauka polska po II wojnie światowej – idee i instytucje. W Instytucie Filozofii i Socjologii PAN przewodniczył Komisji „Solidarności”. Animował ruch oświatowy, prezesował Towarzystwu Przyjaciół I Społecznego Liceum Ogólnokształcącego, które działało przy Uniwersytecie Warszawskim. Na przełomie 1989 r. i 1990 r. uczestniczył w obalaniu ustroju komunistycznego. Został zatrudniony jako doradca w Komitecie do Spraw Nauki i Postępu Technicznego. Był współtwórcą koncepcji reformy polityki naukowej. W roli pełnomocnika ministra likwidował Urząd Postępu Naukowo-Technicznego i Wdrożeń. Między 1991 r. a 1993 r. pełnił funkcję dyrektora Departamentu Polityki Naukowej Komitetu Badań Naukowych. Wywierał wpływ na ustawodawstwo w sprawach nauki. Zaangażował się w odbudowę społecznego ruchu naukowego. Brał udział w reaktywacji Kasy imienia Józefa Mianowskiego – Fundacji Popierania Nauki. Uczestniczył w uruchomieniu periodyków „Nauka Polska – Jej Potrzeby, Organizacja i Rozwój” oraz „Problemy Społecznego Ruchu Naukowego”. Działał w komisjach rządowych i ciałach doradczych KBN. W latach 1993–1997 był doradcą Przewodniczącego KBN.
Interdyscyplinarne badania wprowadziły go w nieliczny krąg naukoznawców – zasiadał w Komitecie Naukoznawstwa PAN. Od 1993 r. do 1996 r. pracował w Centrum Badań Polityki Naukowej i Szkolnictwa Wyższego UW – jako profesor nadzwyczajny. W 1995 r. podjął pracę w Instytucie Socjologii Uniwersytetu Mikołaja Kopernika w Toruniu. 22 października 1996 r. otrzymał tytuł profesora nauk humanistycznych. Od 2001 r. – profesor zwyczajny na UMK. Opracował program nauczania nowej subdyscypliny: socjologii instytucji i zrzeszeń. Na UMK organizował spotkania w ramach Forum Naukoznawczego, przewodniczył Radzie Instytutu Socjologii, w latach 2004–2014 był kierownikiem Zakładu Socjologii Nauki. Należał do Towarzystwa Naukowego w Toruniu oraz Komisji Historii Nauki PAU. W 2011 r. został wybrany do Komitetu Historii Nauki i Techniki PAN. Od kolejnego roku reprezentował Wydział Humanistyczny w Senacie UMK. Od 1999 r. do 2023 r. w „Forum Akademickim” ukazywał się cykl jego artykułów Kartki z dziejów nauki w Polsce, a następnie cykl wspomnień Pro publico bono. Został odznaczony Złotym Krzyżem Zasługi. W 2024 r. w ramach 12. edycji Konkursu o Nagrodę imienia Jana Jędrzejewicza uzyskał post mortem wyróżnienie specjalne przyznane przez Komitet Historii Nauki i Technik PAN, Kasę imienia Józefa Mianowskiego oraz Burmistrza Miasta Płońska za całokształt działalności naukowej, dydaktycznej i społecznej, a także za pracę Encyklopedia polskiej nauki akademickiej. Jego syn, Mateusz (ur. 1993) jest historykiem, doktorem nauk humanistycznych, a córka, Milena (ur. 1995) – zabytkoznawcą, doktorem w dyscyplinie nauk o sztuce. 
Zmarł po długiej i ciężkiej chorobie 8 czerwca 2023 r. w Toruniu. Został pochowany na Centralnym Cmentarzu Komunalnym w Toruniu (kwatera XD3_12/4/9). 

## Wybrane publikacje
- I Kongres Nauki Polskiej jako forma realizacji założeń polityki naukowej państwa ludowego, Wrocław 1983.
- Nauka polska po II wojnie światowej. Idee i instytucje, Warszawa 1987.
- P. Hübner, J. Piskurewicz, L. Zasztowt, Kasa imienia Józefa Mianowskiego Fundacja Popierania Nauki 1881–1991, Warszawa 1992.
- Polityka naukowa w Polsce w latach 1944–1953. Geneza systemu, t. I–II, Wrocław 1992.
- Siła przeciw rozumowi... Losy Polskiej Akademii Umiejętności w latach 1939–1989, Kraków 1994.
- Nauki społeczne i humanistyczne – mechanizmy zniewolenia, [w:] Polacy wobec przemocy 1944–1956, red. B. Otwinowska, J. Żaryn, Warszawa 1996, s. 276–306.
- R. Bäcker, ks. J. Maj, T. Ochinowski, L. Żebrowski, J. Żaryn, M. Zaborski, A. Zybertowicz, R. Stobiecki, P. Hübner i J. Connelly, Skryte oblicze systemu komunistycznego. U źródeł zła..., Warszawa 1997.
- Polityka partyjno-rządowa wobec towarzystw naukowych w Polsce po II wojnie światowej, „Prace Komisji Historii Nauki” 1999, t. 1, s. 51–71.
- Od Towarzystwa Naukowego Krakowskiego do Polskiej Akademii Umiejętności. Refleksje jubileuszowe Mieczysława Offmańskiego, Tadeusza Sinki, Stanisława Wróblewskiego, Stanisława Kutrzeby, oprac. P. Hübner, Kraków 2002.
- Polska Akademia Umiejętności jako Instytucja Narodowa, „Prace Komisji Historii Nauki” 2003, t. 5, s. 159–168.
- L. Zasztowt, P. Hübner, J. Piskurewicz,  J. Soszyński, A history of the Józef Mianowski Fund, tłum. J. Soszyński, Warszawa 2013.
- Zwierciadło nauki. Mała encyklopedia polskiej nauki akademickiej, Kraków 2013.
- Polityka naukowa i struktury organizacyjne nauki w latach 1944–1989, [w:] Historia nauki polskiej , t. X (1944–1989), cz. II (Instytucje), red. L. Zasztowt, J. Schiller-Walicka, Warszawa 2015.
- Encyklopedia polskiej nauki akademickiej, Toruń 2023.